# 저스틴 박
저스틴 박(1996년 5월 2일 ~)은 미국의 가수다. 2018년 정규 앨범 [Places Like Home]으로 데뷔했다.

## 방송
- 쇼미더머니 11 (2022) - Top32[2]